# Piezodorus guildinii
Piezodorus guildinii és una espècie d'hemípter heteròpter de la família Pentatomidae, distribuït per Amèrica Central, Sud-amèrica i Àfrica Occidental. Comunament se la coneix com a xinxa verda petita (l'adult fa de 8 a 10 mm de llarg) o xinxa de l'alfals, un dels seus principals hostes.
En el Con Sud és la principal xinxa de les lleguminoses farratgeres i la soia. És la principal plaga d'aquesta última, i provoca danys que depenen de la població de xinxes així com de l'etapa de desenvolupament en què es trobi el cultiu.